# ایان دیویس
ایان دیویس (به انگلیسی: Ian Davis) (زاده ۱۰ مارس ۱۹۵۱) کارآفرین، مشاور و مدیر ارشد اجرایی بریتانیایی است، که اکنون به‌عنوان رئیس هیئت مدیره شرکت رولز-رویس هلدینگز فعالیت می‌نماید. وی همچنین از اعضای هیئت مدیره شرکت‌های بی‌پی، جانسون و جانسون و ماجد الفطیم نیز می‌باشد.